# Intertoto Cup 1991
De Intertoto Cup was sinds 1967 een mogelijkheid voor ploegen om in de zomer te blijven voetballen. De editie van 1991 werd zoals gebruikelijk gehouden tijdens de zomerstop. Ze bestond enkel uit groepswedstrijden omdat het onhaalbaar bleek nog knock-outronden te spelen na de zomerstop. Clubs hadden daarvoor een te druk programma en de UEFA bepaalde dat ploegen die aan UEFA-toernooien zoals de twee edities van de Europa Cup meededen, niet mochten deelnemen aan andere toernooien.
Aan deze editie van het toernooi deden in eerste instantie 39 ploegen mee, één minder dan vorig jaar. Nadat twee ploegen waren afgehaakt bleven er 37 deelnemers over. Er waren zeven groepen van vier teams en clubs in die groepen speelden zes wedstrijden. Daarnaast waren er nog drie groepen van drie teams, teams in die drie groepen speelden vier wedstrijden. Er deden zes ploegen mee uit Zweden; vijf uit Denemarken; vier uit Oostenrijk, Tsjecho-Slowakije en Zwitserland; drie uit Hongarije twee uit Bulgarije, Israël, Oost-Duitsland *, Roemenië en West-Duitsland * en één uit Polen. Verder trokken een Sloveens en een Joegoslavisch team zich voor het einde van het toernooi terug.
Het Zweedse Örebro SK uit groep 10 haalde de hoogste score: elf punten.

## Eindstanden

### Groep 1
| plaats | Club               | Doelpunten | Punten |
| ------ | ------------------ | ---------- | ------ |
| 1.     | Neuchâtel Xamax FC | 14 : 3     | 10     |
| 2.     | Slovan Bratislava  | 10 : 11    | 5      |
| 3.     | Malmö FF           | 5 : 6      | 5      |
| 4.     | Banyasz Tatabánya  | 5 : 14     | 4      |

### Groep 2
| plaats | Club            | Doelpunten | Punten |
| ------ | --------------- | ---------- | ------ |
| 1.     | Lausanne Sports | 22 : 7     | 10     |
| 2.     | Lyngby BK       | 16 : 12    | 8      |
| 3.     | Zagłębie Lubin  | 9 : 17     | 5      |
| 4.     | IFK Norrköping  | 8 : 19     | 1      |

### Groep 3
| plaats | Club             | Doelpunten | Punten |
| ------ | ---------------- | ---------- | ------ |
| 1.     | Austria Salzburg | 7 : 2      | 10     |
| 2.     | * Chemie Halle   | 13 : 6     | 7      |
| 3.     | Vaci Izzo MTE    | 8 : 11     | 5      |
| 4.     | Ikast FS         | 4 : 13     | 2      |

### Groep 4
| plaats | Club                  | Doelpunten | Punten |
| ------ | --------------------- | ---------- | ------ |
| 1.     | Dukla Banská Bystrica | 11 : 3     | 10     |
| 2.     | Silkeborg IF          | 13 : 9     | 8      |
| 3.     | Hammarby IF           | 8 : 12     | 4      |
| 4.     | * Energie Cottbus     | 4 : 12     | 2      |

### Groep 5
| plaats | Club             | Doelpunten | Punten |
| ------ | ---------------- | ---------- | ------ |
| 1.     | B 1903 Kobenhavn | 13 : 5     | 10     |
| 2.     | Austria Wien     | 9 : 6      | 8      |
| 3.     | Djurgardens      | 5 : 8      | 3      |
| 4.     | SKP Union Cheb   | 2 : 10     | 3      |

### Groep 6
| plaats | Club             | Doelpunten | Punten |
| ------ | ---------------- | ---------- | ------ |
| 1.     | Grasshopper-Club | 5 : 5      | 5      |
| 2.     | Siófoki Bányász  | 8 : 6      | 4      |
| 3.     | BK Frem          | 8 : 10     | 3      |

 Olimpija Ljubljana trok zich tijdens het toernooi terug.

### Groep 7
| plaats | Club              | Doelpunten | Punten |
| ------ | ----------------- | ---------- | ------ |
| 1.     | * Bayer Uerdingen | 7 : 6      | 7      |
| 2.     | Pirin Blagoëvgrad | 6 : 4      | 6      |
| 3.     | Östers IF         | 6 : 5      | 6      |
| 4.     | Sturm Graz        | 5 : 9      | 5      |

### Groep 8
| plaats | Club                | Doelpunten | Punten |
| ------ | ------------------- | ---------- | ------ |
| 1.     | DAC Dunajska Streda | 10 : 3     | 6      |
| 2.     | Rapid Boekarest     | 3 : 9      | 4      |
| 3.     | Botev Plovdiv       | 8 : 9      | 2      |

### Groep 9
| plaats | Club               | Doelpunten | Punten |
| ------ | ------------------ | ---------- | ------ |
| 1.     | Tirol Innsbruck    | 11 : 4     | 6      |
| 2.     | FC Lugano          | 7 : 6      | 4      |
| 3.     | Sportul Studențesc | 4 : 12     | 2      |

 Buducnost Titograd trok zich tijdens het toernooi terug.

### Groep 10
| plaats | Club                | Doelpunten | Punten |
| ------ | ------------------- | ---------- | ------ |
| 1.     | Örebro SK           | 11 : 4     | 11     |
| 2.     | * 1.FC Saarbrücken  | 23 : 10    | 8      |
| 3.     | Maccabi Haifa       | 6 : 17     | 4      |
| 4.     | Hapoel Petach Tikwa | 8 : 17     | 1      |

* Hoewel Duitsland op het tijdstip van dit toernooi al herenigd was, speelden de Oost-Duitse ploegen nog wel in de DDR-Oberliga.